# Port Północny w Paldiski
Port Północny w Paldiski (est. Paldiski Põhjasadam) – port morski w mieście Paldiski w Estonii, około 45 km na zachód od Tallinna. Port jest w 100% prywatny, jego właścicielem jest spółka Paldiski Sadamate AS.
Port został założony w 1715 roku w wyniku decyzji Piotra Wielkiego. Budowa odbywała się w latach 1716–1726, głównie siłami skazańców, z których większość zmarła podczas prac. Miasto, które powstało wokół portu nazywało się najpierw Rogerwick, ale później został przemianowany przez Katarzynę Wielką na Baltijskij Port, co z kolei zostało transliterowane do języka estońskiego jako Paldiski. W XIX wieku znaczenie portu zmalało. Ponownie ożywiło go wybudowanie linii kolejowej Paldiski–Tallinn–Sankt Petersburg.
Od 1939 do 1992 r. port był częścią zamkniętej radzieckiej bazy wojskowej. Ostatni okręt wojenny opuścił Paldiski w 1994 roku. Rok później utworzono Paldiski Sadamate AS. W latach 2003–2013 został wyremontowany, a od 2011 posiada status wolnej strefy ekonomicznej.
Port Północny w Paldiski posiada 5 nabrzeży o łącznej długości 1,309 km. Maksymalna głębokość wynosi 11,8 m. Może obsługiwać jednostki do 310 m długości. Powierzchnia portu wynosi 70 ha.